# Ataléia (Minas Gerais)
Ataléia é um município brasileiro do estado de Minas Gerais, Região Sudeste do país. Localiza-se no Vale do Mucuri e sua população recenseada em 2022 era de 13 736 habitantes.
A cidade apresenta, como atrativos turísticos, o Rio Norte, o Córrego Acari e o Rio Paloma.

## Geografia
De acordo com a divisão regional vigente desde 2017, instituída pelo IBGE, o município pertence às Regiões Geográficas Intermediária e Imediata de Teófilo Otoni. Até então, com a vigência das divisões em microrregiões e mesorregiões, fazia parte da microrregião de Teófilo Otoni, que por sua vez estava incluída na mesorregião do Vale do Mucuri.

### Clima
Segundo dados da Companhia de Pesquisa de Recursos Minerais (CPRM), desde 1966 o maior acumulado de chuva registrado em 24 horas em Ataléia foi de 160 mm no dia 17 de março de 1994. Outros grandes acumulados foram de 155,3 mm em 8 de dezembro de 2005, 143,7 mm em 11 de novembro de 2021 e 137 mm em 28 de março de 1984.